# JAC J2
El JAC J2, JAC Yueyue (antes llamado JAC A0) es un automóvil de turismo del Segmento A y/o de bajo costo, producido por JAC Motors desde el año 2011. Hecho para competir contra modelos de coches de bajo coste, tanto local como internacionalmente.

## Descripción
A diferencia de los anteriores, este modelo es original y no es copia de ningún otro modelo de otra marca. Viene en carrocería Hatchback de 5 puertas, y su motor de base es 1.0 litros, aunque ya hay versiones con motores más poderosos, como uno de 1,3 y otro de 1,5 litros respectivamente.
Algo que distingue al JAC Smile de otros competidores de procedencia china en el segmento es el diseño original de su carrocería. Se vende con diferentes opciones de acabado, distinto de coches del mismo segmento, tales como radio CD, bolsas de aire y frenos de disco ABS en la versión de lujo. Los asientos traseros se pliegan para dar más espacio en el baúl.
La versión eléctrica se denomina iEV6E, J2 EV o E1. Se ofrece con motores de 45 kW (60 CV) ó 55 kW (75 CV), y con baterías de entre 20 y 41 kWh.